# ГЕС Lóngqiáo
ГЕС Lóngqiáo (龙桥水电站) — гідроелектростанція у центральній частині Китаю в провінції Хубей. Використовує ресурс із річки Yujiang, правої притоки Уцзян, яка, своєю чергою, є правим допливом Янцзи.
У межах проєкту річку перекрили бетонною арковою греблею висотою 91 метр, довжиною 160 метрів та шириною від 6 (по гребеню) до 22 (по основі) метрів. Вона утримує водосховище з об'ємом 26,3 млн м3 (корисний об'єм 10,7 млн м3) та нормальним рівнем поверхні на позначці 585 метрів НРМ (під час повені може зростати до 588,1 метра НРМ).
Зі сховища через правобережний гірський масив прокладено дериваційний тунель довжиною 2,2 км, який переходить у напірний водовід діаметром 4,5 метра, а той, своєю чергою, розгалужується на два патрубки діаметрами по 2,5 метра. У системі також працює вирівнювальний резервуар висотою 49 метрів.
Основне обладнання станції становлять дві турбіни потужністю по 30 МВт, які забезпечують виробництво 169 млн кВт·год електроенергії.